# جغرافيا سويسرا

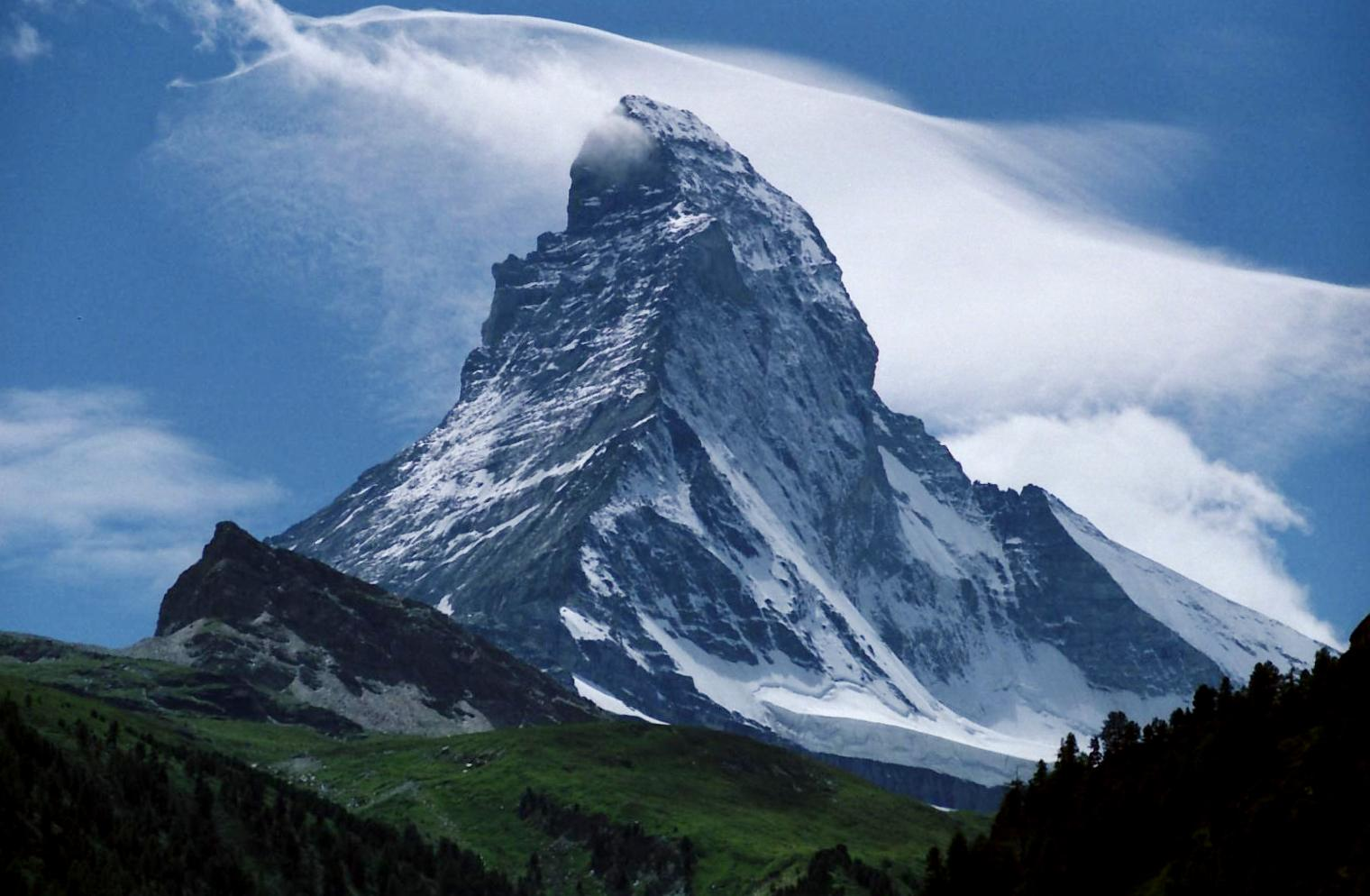
قمة ماترهورن، والذي يُستخدم كرمز لسويسرا.

تقع سويسرا في جنوب أوروبا الوسطي، تحدّها ألمانيا من الشمال، فرنسا من الغرب، إيطاليا من الجنوب، النمسا وليختنشتاين من الشرق، وتشغل أرضها قسماً من جبال الألب، وجبال جورا، ولموقعها أهميته في وسط قارة أوروبا، حيث ممرات جبال الألب التي تربط بين العديد من الدول الأوروبية.
سويسرا جبلية في جملتها، فحوالي 7% من مساحتها من مرتفعات جبال الألب ،وهذا القطاع يضم 30% من السكان وتنحدر بمقدمات نحو الهضبة السويسرية. وتضم هذه المقدمات عدة بحيرات، وتنقسم جبال الألب إلى عدة سلاسل، وأعلى قمة في الألب السويسرية (مونتي روزا). وتشغل سويسرا قسماً من جبال جورا حيث يتبعها القسم الجنوبي الشرقي من هذه الجبال، وتحتوي العديد من الأودية والحافات، وتخترقها بعض الممرات، وتمتد الهضبة السويسرية على شكل دهليز بين جبال الألب وجبال جورا، ويختلف ارتفاع الهضبة من مكان إلى آخر، وتشكل تلك التقسيمات الجبلية معاً مساحة تقدر ب41,285 كيلمتر مربع من مساحة البلد. وقد أعطتها طبيعتها الجبلية الغنية بالغابات قيمة سياحية عظيمة.وتنحصر الجبال بين العديد من الثلاجات مثل (الينش) و(جورنرفيزتش)، وهذه الثلاجات مصدر سياحي هام، وتنتشر بسويسرا البحيرات العذبة.

## الوصف الطبيعي
تمتد سويسرا بين دائرتي عرض 45.8167 و48.8083، وخطي طول 5.9564 و10.492. وتشكل بذلك شكلًا رباعيًا غير منتظم، إذ يبلغ أقصى طول لها من الشرق إلى الغرب 350 كيلومترًا (220 ميلًا)، وأقصى عرض لها من الشمال إلى الجنوب نحو 220 كيلومترًا (140 ميلًا). تعد سويسرا دولة غير ساحلية، ويقع أقرب خط ساحلي على خليج جنوة، على بعد 160 كيلومترًا جنوب كياسو. لا تتطابق حدودها السياسية عادةً مع الحدود الطبيعة. يقع كانتون تيسينو بأكمله جنوب جبال الألب، وكذلك ممر سيمبلون (كانتون فاليز)، وميسوكو، وبريغاغليا، وبوسكيافو أو بوشلاف، وموستير (كلها في كانتون غراوبوندن)، وتقع كانتون شافهوزن بأكملها وجزء من كانتون مدينة بازل شمال الراين، في حين يقع جزء كبير من غراوبوندن شرق حوض الراين، وتقع بورينتري إلى أسفل منحدر جورا الغربي. مع وضع هذه الحالات الاستثنائية جانبًا، يمكن وصف الجغرافيا الطبيعية لسويسرا كما يلي:
- تمتد السلسلة الرئيسية لجبال الألب في الجنوب، بالاشتراك (في مونت دولينت بالقرب من مارتيني) مع سلاسل أقل ارتفاعًا والتي ترتفع عن جنوب بحيرة ليمان (أو جنيف)، والمستمرة على الجانب السويسري جزئيًا إلى القرب من بيز لاد في الشرق.
- توجد سلاسل جبلية كبيرة أخرى (السويسرية تمامًا) إلى الشمال من هذه السلسلة الرئيسية، ولا تقل كثيرًا من حيث الحجم والارتفاع، والتي تبدأ من التلال المعروفة بسلسلة جورات الواقعة فوق لوزان، وتصل إلى أقصى حد في القمم الثلجية الكبيرة في جبال الألب البرنية ومجموعة غلاروس، قبل التوجه إلى الشمال بالقرب من خور، وبعد الصعود مرة أخرى في مجموعة سانتيس، تنتهي على الشاطئ الجنوبي لبحيرة كونستانس.
- يمتد الجزء السويسري من السلسلة الرئيسية لجبال الألب والجبال المنعزلة الشمالية الكبيرة بالتوازي من مارتيني إلى بالقرب من خور، بينما يُدمجان لمسافة قصيرة بالقرب من بيزو روتوندو (غرب غوتهارد باس)، ويتفرقان مرة أخرى بالقرب من الممر الجبلي أوبرالب (شرق غوتهارد). يتدفق بين هتين السلسلتين المكسوتين بالثلوج، نهران من أضخم الأنهار الأوروبية، نهر الرون باتجاه الغرب ونهر الراين باتجاه الشرق، إذ يُفرق بين مصدريهما الكتلة الجبلية المتشابكة بين بيزو روتوندو وممر أوبرالب الجبلي، الذي يُوجّه نهر الرويس نحو الشمال ونهر تسين نحو الجنوب.
- ترتفع إلى شمال الجبال المنعزلة الشمالية، سلسلة جورا، وهي نتوء صخري كبير في جبال الألب (تتصل بها سلسلة جبال جورات)، في حين تمتد بين الجبال المنعزلة الشمالية وجورا ما يمكن تسميته سهول أو الهضبة سويسرية، التي تتألف تقريبًا من كامل وادي آر المتموج (أسفل ثون) مع العديد من روافدها. إلى وادي ذاك النهر، يجب إضافة وادي ثور (رافد مباشر لنهر الراين)، الواقع بين حوض نهر آر وحوض نهر الراين (بحيرة كونستانس).

يمكن وصف سويسرا، إن وُضعت وديان تسين وإن جانبًا، بأنها تتألف من ثلاثة وديان نهرية كبيرة (الرون والراين وآر) مع نهر ثور الأصغر، تقع كلها إلى الشمال من السلسلة الرئيسية لجبال الألب وتشمل المنطقة بين جبال الألب وجورا. إذا دُرست الأمور بعناية أكبر، يمكن ملاحظة أن وديان الرون والراين معزولان عن وادي آر (ووادي ثور) من خلال السلسلة المنعزلة الشمالية لجبال الألب، التي تتكون من جبال الألب البرنية وغلاروس. تقع بذلك أودية آر وثور العريضة والمتموجة والخندقين العميقين، نهري رون وراين، على المنحدر الشمالي لجبال الألب، إلى الشمال والجنوب على التوالي من السلسلة المنعزلة الشمالية لجبال الألب. يصل ارتفاع السلسلة الرئيسية من جبال الألب في الأراضي السويسرية إلى 4,634 متر (15,203 قدم) في أعلى قمة لجبل مونتي روزا (السويسري بالكامل)، على الرغم من كون جبل الدوم (4,545 متر (14,911 قدم))، في سلسلة ميسكابل، أعلى كتلة جبلية تقع كليًا داخل سويسرا. يصل ارتفاع الجبال المنعزلة الشمالية إلى 4,274 متر (14,022 قدم) في فينستيرارون، بينما يقع أدنى مستوى (193 متر (633 قدم) في الكونفدرالية، عند بحيرة ماجيوري (على طريق تسينو). تصنف جوف أعلى قرية مأهولة بصفة دائمة في سويسرا، إذ يبلغ ارتفاعها 2626 مترًا (6975 قدم) على رأس وادي آفرس (رافد لنهر الراين)، في حين أن الأدنى ارتفاعًا هي أسكونا (196 متر (643 قدم))، على بحيرة ماجيوري.

## جيولوجية سويسرا
شكلت ظواهر جيولوجية مختلفة المناظر الطبيعية الفعلية لسويسرا. يعد تكوّن جبال الألب أكثر التأثيرات وضوحًا على المناظر الطبيعية: تغطي هذه العبارة الحركات الجيولوجية بأكملها التي ساهمت في تشكيل جبال الألب.
شُكلت الصخور القاعدية البلورية في بداية حقبة الحياة القديمة، بين 540 و360 مليون سنة مضت. في وقت لاحق، بين 205 و96 مليون سنة مضت، تشكل المحيط الألبي أو بحر تيثس بين أوراسيا وأفريقيا. بلغ عرض المحيط أقصاه في نهاية العصر الجوراسي، قبل 135 مليون سنة. أدى التصادم بين الصفائح الأوراسية والأفريقية إلى اختفائه تدريجيًا. بدأ تصادم الصفائح هذا (الذي لا يزال جاريًا) قبل مئة مليون سنة. نتجت جبال الألب عن هذه الحركة الجيولوجية، إذ أنشأت الصفيحتين مناطق مطوية. تتكون الهضبة السويسرية بشكل رئيسي من المولاس، وهي صخرة رسوبية تكونت في قاع بحر تيثس.
تقع سويسرا في منطقة غير نشطة من الناحية التكتونية نسبيًا، رغم أن مدينة بازل دُمرت بالكامل عام 1356 بسبب زلزال، وهو أكبر حدث اهتزازي تاريخي في وسط أوروبا. تعد أكثر المناطق نشاطًا من الناحية الاهتزازية أو الزلزالية، سهل الرين العلوي (منطقة بازل) وكانتون فاليز.

## السكان
يعد سكان سويسرا متحضرين جدًا. في عام 2009، كان 74% من 7,785,800 نسمة يعيشون في المناطق الحضرية. يحدَد توزيع السكان من خلال تضاريس البلاد، إذ تشكل الهضبة أكثر المناطق اكتظاظًا بالسكان، بما في ذلك المدن الرئيسية في سويسرا. مع كثافة سكانية تبلغ 450 نسمة لكل كيلومتر مربع، تعد سويسرا واحدة من أكثر المناطق اكتظاظًا بالسكان في أوروبا. هناك تفاوت كبير في الكثافات السكانية بين الكانتونات الواقعة في الهضبة وتلك الواقعة في جبال الألب. تبلغ الكثافة السكانية لكل من كانتونات لوتسيرن وسولوتورن وزيورخ على التوالي، 261.0 و319.7 و813.6 نسمة لكل كيلومتر مربع. من ناحية أخرى، تتسم كانتونات أوري وغراوبوندن بكثافة سكانية منخفضة جدًا، أي 33.4 و27.0 نسمة على التوالي لكل كيلومتر مربع. في جنوب جبال الألب، تقل الكثافة السكانية في كانتون تسينو عن المتوسط الوطني، إذ تبلغ 122.5 نسمة لكل كيلومتر مربع (مقابل 194.7).